# Тур
Тур (Bos primigenius) — вид вимерлих диких представників роду бик (Bos). Був поширений в Європі, Центральній і Південно-західній Азії, північній Африці. Мешкав у лісах, лісостепу, степах. Вважається диким предком сучасної домашньої великої рогатої худоби. З висотою в плечах до 180 см у биків і 155 см у корів, це була одна з найбільших травоїдних тварин у голоцені; він мав масивні подовжені та широкі роги, які досягали 80 см завдовжки.
Тур був частиною мегафауни плейстоцену. Ймовірно, розвинувся в Азії та мігрував на захід і північ під час теплих інтергляціалів. Найдавніші відомі скам'янілості тура датуються середнім плейстоценом. Вид мав великий ареал від Західної Європи та Північної Африки до Індійського субконтиненту та Східної Азії. Поширення тура поступово скорочувалося у голоцені через втрату середовища проживання та полювання, причому остання відома особина загинула в Якторувському лісі в Польщі в 1627 році.
Існує довга історія взаємодії турів і людей, включно з архаїчними людьми, таких як неандертальці. Тур зображений на наскельних малюнках епохи палеоліту, петрогліфах епохи неоліту, давньоєгипетських рельєфах і статуетках епохи бронзи. У релігіях стародавнього Близького Сходу він символізував силу, сексуальну потенцію та доблесть. Його роги використовувалися для обітниць, як трофеї та роги для пиття.
Під час неолітичної революції відбулися дві події одомашнення тура. Одна породила домашню велику рогату худобу (Bos taurus) на Родючому Півмісяці на Близькому Сході, яка була завезена до Європи через Балкани та узбережжя Середземного моря. Гібридизація турів і ранньої домашньої худоби відбулася в ранньому голоцені. Одомашнення індійських турів призвело до появи великої рогатої худоби зебу (Bos indicus), яка схрещувалась із ранньою великою рогатою худобою на Близькому Сході приблизно 4000 років тому. Деякі сучасні породи великої рогатої худоби демонструють риси, що нагадують тура, наприклад, темне забарвлення та світла смуга вздовж спини биків, світліше забарвлення корів або туроподібна форма рогу.

## Етимологія
Українське слово «тур» походить від прасл. *turъ. Аналогічно звучать назви цієї тварини в інших слов'янських мовах: біл. і рос. тур, дав.-рус. і староцерк.-слов. туръ, словен. tȗr, чеськ., словац., хорв., пол. і луж. tur, полаб. täur, серб. тур/tur. Назва села Туряк (Tureac) у Румунії того ж походження. Праслов'янське *turъ, судячи з всього, має праіндоєвропейське походження, існують схожі слова у споріднених мовах: лит. taũras («буйвіл», «тур»), дав.-прусськ. tauris («зубр»), лат. taurus («бик»), грец. ταῦρος, ірл. tarb, авест. staōra- («велика рогата худоба»), гот. stiur («бик», «теля»), давн-англ. stēor («бичок»), нім. Stier («бик», «Телець»). Спільним джерелом для всіх слів вважають пра-і.є. *táwros («дикий бик»). Це слово порівнюють з прасемітським *θawr- («бик», «віл»), але не виключено, що до праіндоєвропейської й прасемітської мов слово «тур» могло бути запозичене з якоїсь третьої, невідомої мови.

## Поширення та історія в Україні
Тур європейський (Bos primigenius primigenius Bojanus), предок бика свійського в Україні населяв степи, лісостепи, мішані ліси й був мисливською твариною. М. В. Шарлемань писав, що слово тур, переважно як додаток до імені князя 5 разів загадується у «Слові о полку Ігоревім» — пам'ятці давньоруської літератури XII століття. Він вказував, що під цією назвою фігурували як власне тур, так і зубр. Коли візантійський нащадок трону Андронік І Комнін приїхав у 1154 р. (за іншими відомостями в 1163—65 рр.) до свого брата князя Ярослава Осьмомисла, цей князь разом з великим київським князем та іншими князями влаштували для свого гостя полювання на «турів». Водночас візантійський історик з цього приводу написав, що Андронік під час свого перебування на Русі вбивав «зумпров» — звірів багаточисельних у цій країні й розміром більших ніж ведмідь чи леопард.
Шарлемань також занотував, що ще на початку XX ст. в Україні великих биків подекуди ще називали турами. Йому в 1914 році доводилося чути на Уманщині (Черкаська область) фрази «погнав турів», «напувати турів». Ця назва, як свідчить словник В. Грінченка 1925 р. стосовно свійського бика збереглося в західних областях України — на Галичині. Про розповсюдженість на території України у свій час турів свідчить продуктивність використання цього слова в ономастиці XII—XV ст.
Ще в XI—XIII століттях на тура та зубра полювали на Лівобережному Придніпров'ї. Про полювання на тура (або зубра) згадував князь Володимир Мономах у своєму «Повчанні»:
|                                      | А ось що я в Чернігові робив… Два тура цілили в мене рогами разом з конем |
| — «Повчання Володимира Мономаха»:163 |                                                                           |

У Києві на одному з найдавніших торговищ Подолу знаходилася так звана Турова Божниця, можливо пов'язана з більш раннім культом бога покровителя свійської худоби — Велеса. Існували й інші прояви культу бика зубра-тура.
М. В. Шарлемань вважав, що справжні тури на Русі зникли рано. Приблизно починаючи з XVI ст. їхня назва була перенесена на зубрів. Г. Боплан в «Описі України» згадував так званих степових буйволів, які водилися ближче до кордону з Московією. Зважаючи на те, що тур на той час на території України вже зник, мова, напевне, йде про зубра. Про «турів» згадував і Д. І. Яворницький описуючи природні скарби Запорожжя. У цьому випадку мова також напевне йде по зубрів. Остання туриця загинула у Якторовській Пущі на Мазовії в 1627 році.

## Таксономія та еволюція
Наукова назва Bos taurus була введена Карлом Ліннеєм в 1758 році для здичавілої великої рогатої худоби в Польщі. Наукова назва Bos primigenius була запропонована для тура Людвігом Генріхом Боянусом, який описав відмінності скелета тура від домашньої великої рогатої худоби в 1825 році та опублікував в 1827 році.
Назва Bos namadicus була використана Г'ю Фальконером в 1859 році для скам'янілостей великої рогатої худоби, знайдених у скам'янілостях Нермади. Назва Bos primigenius mauritanicus запропонована Філіпом Томасом в 1881 році, який описав скам'янілості, знайдені в родовищах поблизу Уед-Сегуен на захід від Константіна, Алжир.
У 2003 році Міжнародна комісія із зоологічної номенклатури внесла Bos primigenius в «Офіційний список специфічних назв у зоології», тим самим визнавши валідність цієї назви для дикого виду.

### Підвиди
Традиційно визнається, що в історичні часи існували три підвиди тура:
- Європейський тур (B. p. primigenius) був частиною плейстоценової мегафауни в Євразії та дожив до XVII століття у Східній Європі[16].
- Індійський тур[en] (B. p. namadicus) мешкав на півострові Індостан[17].
- Північноафриканський тур (B. p. mauritanicus) мешкав на північ від Сахари[18]. Цей підвид також називають B. p. opisthonomus[19].

У XXI столітті китайські генетики опублікували докази мітохондріальної ДНК, які підтверджують, що популяції євразійського тура з північного Китаю були генетично ізольовані у плейстоцені, і в результаті були досить відмінними, щоб вважатися окремим підвидом, східноазійським туром (B. p. sinensis), навіть якщо тварини не були морфологічно різними.
Принаймні два карликових підвиди турів розвинулися на островах Середземного моря в результаті зміни рівня моря в плейстоцені:
- B. p. siciliae на італійському острові Сицилія[20][21].
- B. p. thrinacius на грецькому острові Кітера[22].

### Еволюція
Калібрування з використанням скам'янілостей 16 видів родини Bovidae показує, що триба Bovini виникла приблизно 11,7 мільйона років тому. За оцінками, генетичні лінії Bos і Bison зазнали генетичної дивергенції від Bovini приблизно 2,5—1,65 мільйона років тому. Наступна кладограма показує філогенетичні зв'язки турів на основі аналізу ядерних і мітохондріальних геномів триби Bovini:
|  | Bos mutus                                                     |
|  |                                                               |
|  | \| \| Bison bison \| \| \| \| \| \| Bison bonasus \| \| \| \| |
|  |                                                               |
|  | Bison bison                                                   |
|  |                                                               |
|  | Bison bonasus                                                 |
|  |                                                               |

|  | Bison bison   |
|  |               |
|  | Bison bonasus |
|  |               |

|  | Bos javanicus |
|  |               |
|  | Bos gaurus    |
|  |               |
|  | Bos sauveli   |
|  |               |

|  | Bos mutus                                                     |
|  |                                                               |
|  | \| \| Bison bison \| \| \| \| \| \| Bison bonasus \| \| \| \| |
|  |                                                               |
|  | Bison bison                                                   |
|  |                                                               |
|  | Bison bonasus                                                 |
|  |                                                               |

|  | Bison bison   |
|  |               |
|  | Bison bonasus |
|  |               |

|  | Bos javanicus |
|  |               |
|  | Bos gaurus    |
|  |               |
|  | Bos sauveli   |
|  |               |

|  | Bos mutus                                                     |
|  |                                                               |
|  | \| \| Bison bison \| \| \| \| \| \| Bison bonasus \| \| \| \| |
|  |                                                               |
|  | Bison bison                                                   |
|  |                                                               |
|  | Bison bonasus                                                 |
|  |                                                               |

|  | Bison bison   |
|  |               |
|  | Bison bonasus |
|  |               |

|  | Bos javanicus |
|  |               |
|  | Bos gaurus    |
|  |               |
|  | Bos sauveli   |
|  |               |

|  | Bos mutus                                                     |
|  |                                                               |
|  | \| \| Bison bison \| \| \| \| \| \| Bison bonasus \| \| \| \| |
|  |                                                               |
|  | Bison bison                                                   |
|  |                                                               |
|  | Bison bonasus                                                 |
|  |                                                               |

|  | Bison bison   |
|  |               |
|  | Bison bonasus |
|  |               |

|  | Bos javanicus |
|  |               |
|  | Bos gaurus    |
|  |               |
|  | Bos sauveli   |
|  |               |

|  | Bos mutus                                                     |
|  |                                                               |
|  | \| \| Bison bison \| \| \| \| \| \| Bison bonasus \| \| \| \| |
|  |                                                               |
|  | Bison bison                                                   |
|  |                                                               |
|  | Bison bonasus                                                 |
|  |                                                               |

|  | Bison bison   |
|  |               |
|  | Bison bonasus |
|  |               |

|  | Bos javanicus |
|  |               |
|  | Bos gaurus    |
|  |               |
|  | Bos sauveli   |
|  |               |

|  | Bos mutus                                                     |
|  |                                                               |
|  | \| \| Bison bison \| \| \| \| \| \| Bison bonasus \| \| \| \| |
|  |                                                               |
|  | Bison bison                                                   |
|  |                                                               |
|  | Bison bonasus                                                 |
|  |                                                               |

|  | Bison bison   |
|  |               |
|  | Bison bonasus |
|  |               |

|  | Bos javanicus |
|  |               |
|  | Bos gaurus    |
|  |               |
|  | Bos sauveli   |
|  |               |

|  | Bos mutus                                                     |
|  |                                                               |
|  | \| \| Bison bison \| \| \| \| \| \| Bison bonasus \| \| \| \| |
|  |                                                               |
|  | Bison bison                                                   |
|  |                                                               |
|  | Bison bonasus                                                 |
|  |                                                               |

|  | Bison bison   |
|  |               |
|  | Bison bonasus |
|  |               |

|  | Bos javanicus |
|  |               |
|  | Bos gaurus    |
|  |               |
|  | Bos sauveli   |
|  |               |

|  | Bos mutus                                                     |
|  |                                                               |
|  | \| \| Bison bison \| \| \| \| \| \| Bison bonasus \| \| \| \| |
|  |                                                               |
|  | Bison bison                                                   |
|  |                                                               |
|  | Bison bonasus                                                 |
|  |                                                               |

|  | Bison bison   |
|  |               |
|  | Bison bonasus |
|  |               |

|  | Bos javanicus |
|  |               |
|  | Bos gaurus    |
|  |               |
|  | Bos sauveli   |
|  |               |

Холодний пліоценовий клімат спричинив розширення відкритих пасовищ, що уможливило еволюцію великих травоїдних. Походження тура невідоме, автори припускають або африканське, або азійське походження виду. Bos acutifrons вважається можливим предком тура, скам'янілий череп якого було розкопано на пагорбах Шивалік в Індії, що відноситься до раннього плейстоцену приблизно 2 мільйони років тому.
Череп тура, викопаний у провінції Кеф у Тунісі з шарів початку середнього плейстоцену, що датуються приблизно 0,78 мільйона років тому, є найстарішим добре датованим зразком скам'янілостей на сьогодні. Автори дослідження припустили, що Bos міг еволюціонувати в Африці та мігрувати до Євразії під час середнього плейстоцену. Скам'янілості тура середнього плейстоцену також були знайдені в сахарському ергу в горах Ахаггар.
Скам'янілості Bos primigenius namadicus розкопані в алювіальних відкладеннях у Південній Індії, що датуються середнім плейстоценом. Залишки турів часто зустрічаються на стоянках пізнього плейстоцену на Індостанському субконтиненті.
Найдавніші скам'янілості в Європі належать до середнього плейстоцену. Одним із місць, яке історично вважається першою появою тура в Європі, було місце Нотаркіріко в південній Італії, яке датується приблизно 600 000 років тому, однак повторне дослідження місця у 2024 році показало, що присутність тура в цьому місці не підтверджується, а найдавніші знахідки тура зараз містяться в Понте-Молле в центральній Італії датуються приблизно 550—450 000 років тому. Тур був присутній у Британії часів 11 морської ізотопної стадії ~400 000 років тому.
Найдавніші рештки турів у Східній Азії невідомі, але вони можуть датуватися пізнім середнім плейстоценом. Пізньоплейстоценові скам'янілості тура були знайдені в Аффадському басейні в Судані, датовані 50 000 років тому, коли клімат у цьому регіоні був вологішим, ніж під час африканського вологого періоду.
Після останньої дегляціації ареал тура розширився до Данії та південної Швеції на початку голоцену, приблизно 12—11 000 років тому.

## Опис
Згідно з описом XVI століття Зигмунда фон Герберштайна, тур був смолисто-чорним із сірою смугою на спині; його різьба по дереву 1556 року була заснована на вбитому турі, якого він отримав в Мазовії. У 1827 році Чарльз Гамільтон Сміт опублікував зображення тура, яке було засноване на картині маслом, яку він придбав у купця в Аугсбурзі і яка, як вважають, була зроблена на початку XVI століття. Вважається, що на цій картині зображено тура, хоча деякі автори припускають, що на ній міг бути зображений гібрид тура та домашньої худоби або польського бичка. Сучасні реконструкції тура базуються на скелетах та інформації, отриманій із тогочасних художніх зображень та історичних описів тварини.

### Колір шерсті
Залишки шерсті тура не були відомі до початку 1980-х років. Зображення показують, що на спині північноафриканських турів міг бути світла смуга. Телята, ймовірно, народжувалися з каштановим кольором, а молоді бики змінювалися на чорний з білою смугою, що проходить по хребту, тоді як корови зберігали червонувато-коричневе забарвлення. Обидві статі мали світлу морду, але доказів варіації кольору шерсті не існує. Єгипетські могильні малюнки показують велику рогату худобу з червонувато-коричневим кольором шерсті обох статей, зі світлою смугою, але форма рогу припускає, що вони можуть зображати одомашнену худобу. Багато примітивних порід великої рогатої худоби, особливо тих, що походять з Південної Європи, демонструють кольори шерсті, подібні до тура, включаючи чорний колір у биків зі світлою смугою, блідим ротом і подібним статевим диморфізмом у кольорі. Особливістю, яку часто приписують туру, є світле волосся на лобі. Згідно з історичними описами тура, він мав довге і кучеряве волосся на лобі, але ні в одному не згадується певний колір. Хоча забарвлення присутнє у різних примітивних порід великої рогатої худоби, це, ймовірно, зміна кольору, яка з'явилася після одомашнення.

### Форма тіла
Пропорції та форма тіла тура разюче відрізнялися від багатьох сучасних порід великої рогатої худоби. Наприклад, ноги були значно довшими та стрункішими, в результаті чого висота плечей майже дорівнювала довжині тулуба. Череп з великими рогами був значно більшим і витягнутим, ніж у більшості порід скоту. Як і в інших диких видів худоби, форма тіла тура була атлетичною — особливо у биків — демонструвала сильно виражену мускулатуру шиї та плечей. Тому передні ноги були більшими за задні, як у зубрів, на відміну від більшості худобини. Навіть у вагітних корів вим'я було маленьким і збоку малопомітним — ця властивість спільна з деякими іншими видами скоту.

### Розмір
Тур був однією із найбільших травоїдних тварин Європи голоцену. Розмір тура, ймовірно, різнився залежно від регіону, причому в північній Європі більші екземпляри, ніж на півдні. Тур у Данії та Німеччині мав висоту в плечах 155—180 см у биків і 135—155 см у корів, тоді як тур в Угорщині досягав 160 см.
Африканський тур був подібний за розміром до європейського тура в плейстоцені, але зменшився в розмірах під час переходу до голоцену; він міг також відрізнятися за розміром географічно.
Маса тіла тура, ймовірно мала певну мінливість. Деякі особини досягали близько 700 кг тоді як особи з пізнього середнього плейстоцену, за оцінками, важили до 1500 кг. Тур мав значний статевий диморфізм у розмірах самців і самок.

### Роги
Роги були масивними, досягаючи 80 см в довжину і 10—20 см в діаметрі. Його роги росли від черепа під кутом 60° до морди, спрямованої вперед, і були вигнуті в трьох напрямках, а саме вгору та назовні біля основи, потім вперед і всередину, далі всередину і вгору. Кривизна рогів биків була сильніше виражена, ніж рогів корів. Базальна окружність рогових ядер досягла 44,5 см у найбільшому китайському зразку та 48 см у французькому зразку. Деякі породи великої рогатої худоби все ще демонструють форми рогів, подібні до тура, наприклад, іспанський бойовий бик, а іноді також особини похідних порід.

### Генетика
Добре збережена кістка тура виявила достатню кількість мітохондріальної ДНК для аналізу послідовності у 2010 році, який показав, що її геном складається з 16 338 пар основ. Подальші дослідження з використанням послідовності цілого геному тура виявили кандидатів на регульовані мікроРНК гени одомашнення. Комплексний аналіз послідовності турів пізнього плейстоцену та голоцену, опублікований у 2024 році, показав, що індійські тури (представлені сучасною великою рогатою худобою зебу) були генетично найвіддаленішими від популяції турів, які зазнали дивергенції від інших турів приблизно 300—166 000 років тому, причому інші популяції турів що охоплювали Європу та Близький Схід до Східної Азії мали спільного предка протягом останніх 100 000 років. Було виявлено, що пізньоплейстоценовий європейський тур мав невеликий (~3 %) компонент предків із дивергентної лінії, яка розділилася до розходження індійських та інших турів, припускаючи, що вони залишилися від попередніх популяцій європейських турів. Ближче до кінця пізнього плейстоцену європейські тури зазнали значного притоку генів від центральноазійських турів. Європейські голоценові тури в основному походять від тих, що були присутні на Піренейському півострові під час останнього льодовикового максимуму, причому в голоцені також спостерігалося змішування між раніше ізольованими популяціями турів.

## Поширення і середовище проживання

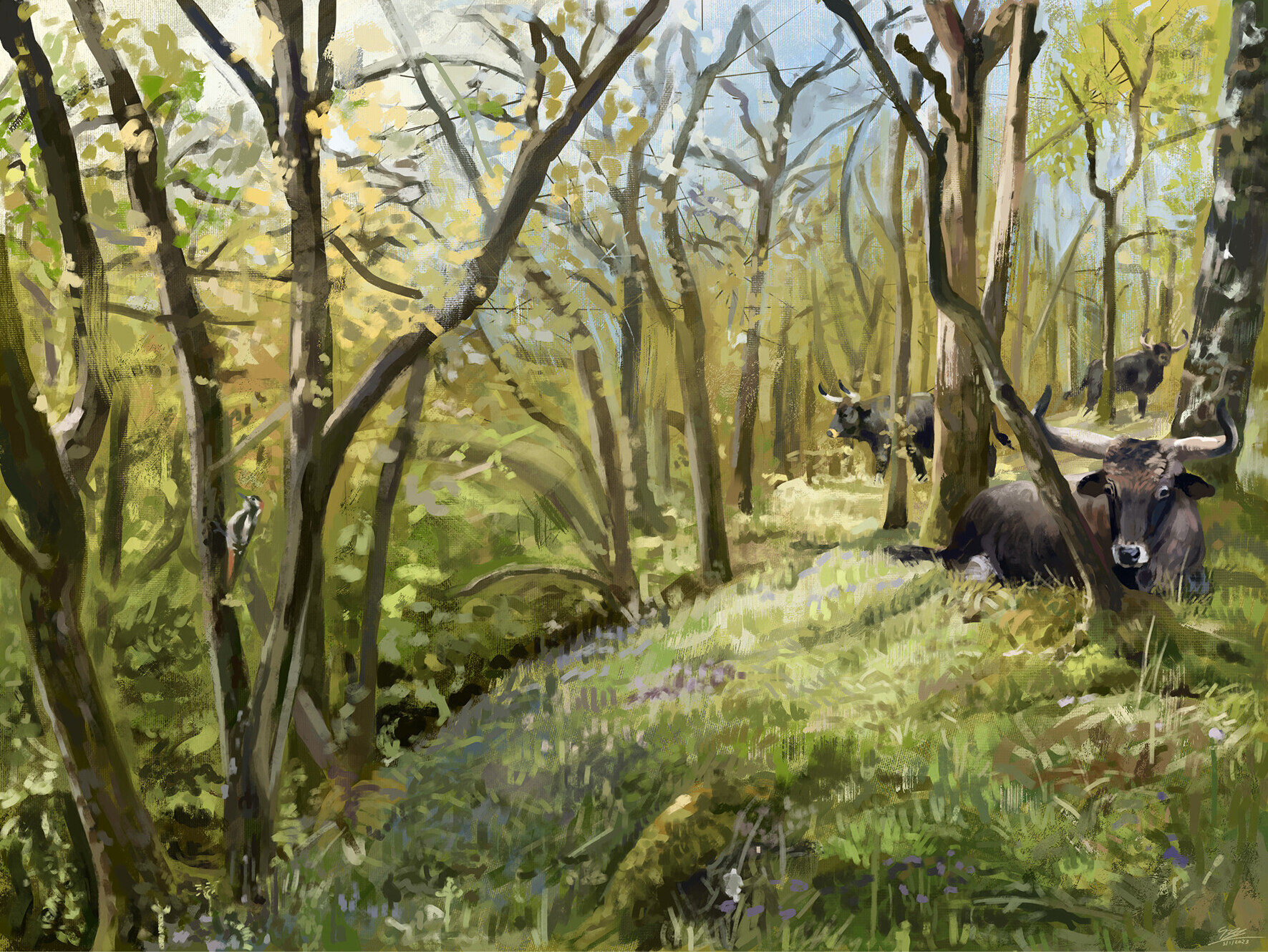
Відновлення екологічної ніші тура в помірному лісистому ландшафті Європи під час еємського інтергляціалу (130—115 000 років тому)

Тур був широко поширений у Північній Африці, Месопотамії та по всій Європі до Понтійсько-Каспійського степу, Кавказу та Західного Сибіру на заході та до Фінської затоки та Ладозького озера на півночі.
Викопні роги тура були знайдені в пізньоплейстоценових відкладеннях на висоті 3400 м на східній околиці Тибетського плато поблизу річки Жошуй в окрузі Цзоге та мають вік приблизно 26 620 ±600 рр. Більшість скам'янілостей у Китаї були знайдені на рівнинах нижче 1000 м в Хейлунцзяні, Юйшу, північно-східній Маньчжурії, Внутрішній Монголії, поблизу Пекіна, повіту Ян'юань у провінції Хебей, Датун і Дінсун у провінції Шаньсі, повіті Хуаньсянь у Ганьсу та в провінції Гуйчжоу. Стародавня ДНК у скам'янілих рештках тура, знайдених у північно-східному Китаї, свідчить про те, що тур існував у регіоні принаймні до 5000 років до нашої ери. Скам'янілості також були знайдені на Корейському півострові та на Японському архіпелазі.
Під час інтергляціалів тур був широко поширений в Європі, але під час гляціалів відступав у південні рефугіуми на Піренейському, Апеннінському та Балканському півостровах.
Ландшафти в Європі, ймовірно, складалися з густих лісів протягом більшої частини останніх кількох тисяч років. Імовірно, тур використовував прибережні ліси та заболочені території вздовж озер. Аналіз зразків, знайдених у Британії, свідчить про те, що тур надавав перевагу низинним відносно рівним ландшафтам. Пилок здебільшого невеликих чагарників, знайдений у скам'янілих відкладеннях разом з останками тура в Китаї, вказує на те, що він віддавав перевагу помірним трав'янистим рівнинам або лукам, що межують з лісами. Можливо, він також жив на відкритих луках. У теплий атлантичний період голоцену він був обмежений відкритими місцевостями та лісовими окраїнами, де конкуренція з худобою та людьми поступово зростала, що призвело до послідовного зменшення чисельності тура.

## Поведінка та екологія

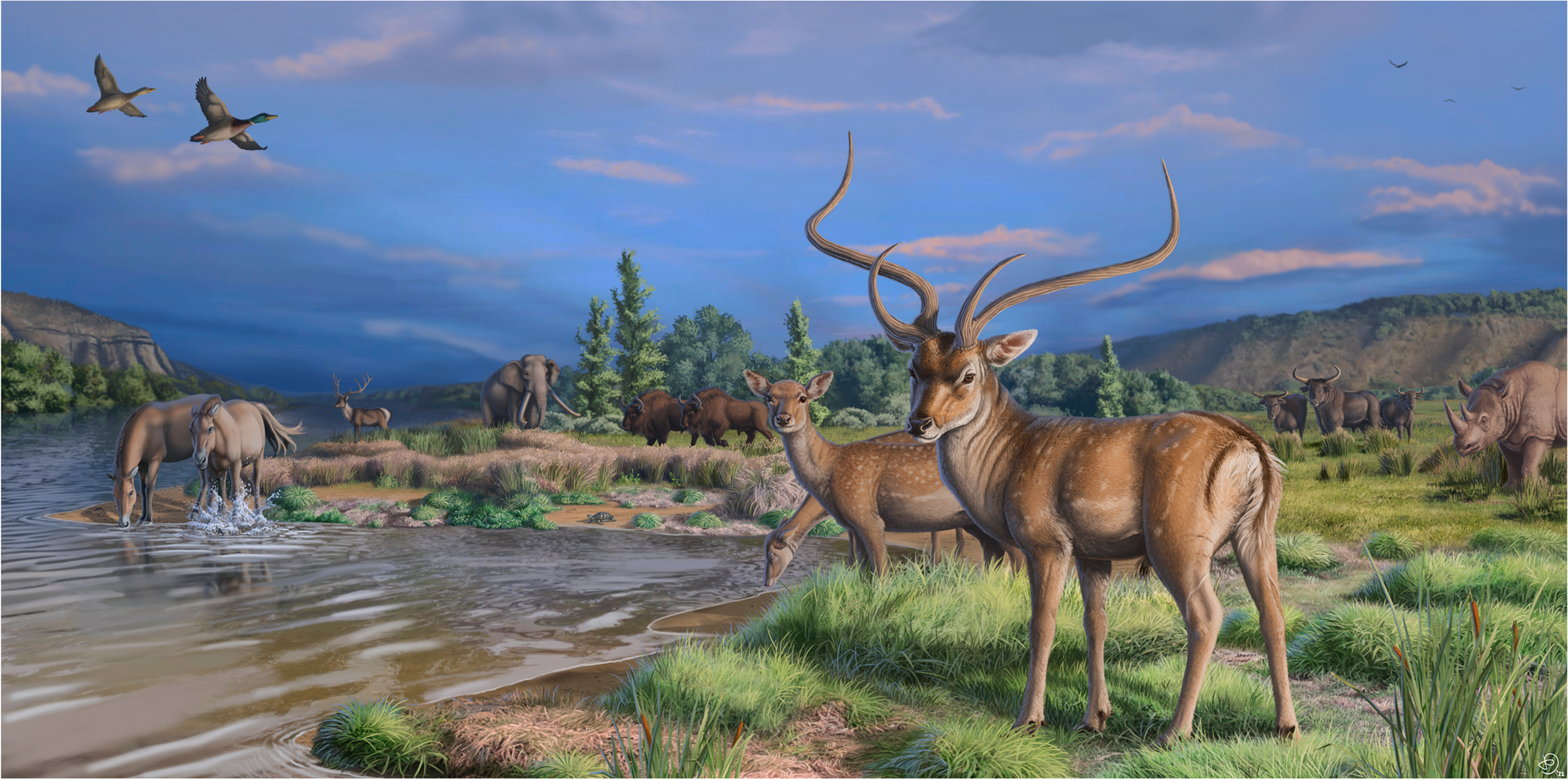
Фауна середнього плейстоцену в Іспанії: тур (на задньому плані праворуч), вимерла лань Dama celiae (на передньому плані), тарпан (ліворуч), слон прямобивневий лісовий (на задньому плані в центрі ліворуч), зубр (на задньому плані в центрі) та Stephanorhinus hemitoechus (крайній праворуч)

Тур формував невеликі стада в основному взимку, але зазвичай жив поодинці або невеликими групами влітку. Тури мали соціальну поведінку, подібну до їхніх нащадків, соціальний статус здобувався через демонстрації та бійки, в яких брали участь як корови, так і бики. Оскільки він має гіпсодонтну щелепу, припускають, що він був пасовищним, з вибором їжі, дуже подібним до одомашненої худоби, та харчувався травою, гілками та жолудями. Аналіз мезозносу премоляру голоценового данського тура показує, що він змінився з пасовищної форми, де домінує абразивна їжа, під час данського пребореалу до змішаного живлення в бореальний, атлантичний та суббореальний періоди. Аналіз стоматологічного мікро- та мезо-зносу зразків із плейстоцену Британії виявив, що ці тури харчувалися змішано зі зміною раціону, а не тільки на пасовищах.
Спаровування було у вересні, а телята народжувалися навесні. Бики, влаштовували жорстокі бої, і дані з Яктурівського лісу показують, що вони були цілком здатні смертельно поранити один одного. Восени тури підгодовувалися для зимівлі, набираючи вагу і мали блискучішу шерсть, ніж в іншу пору року. Телята залишалися зі своїми матерями, доки вони не зміцніли, щоб приєднатися до стада на годівлі та не відставати від нього. Дитинчата тура були вразливі до хижацтва з боку сірих вовків і бурих ведмедів, тоді як величезні розміри та сила здорових дорослих турів означали, що їм, ймовірно, не потрібно було боятися більшості хижаків. Згідно з історичними описами, тур був швидким, попри свою будову, міг бути дуже агресивним, якщо його спровокувати, і, як правило, не боявся людей. В Європі середнього плейстоцену на тура, ймовірно, полювали європейський ягуар і Homotherium latidens, докази поїдання тура печерними гієнами були знайдені у відкладеннях пізнього плейстоцену Італії. Ймовірно, що лев, тигр і вовк були головними мисливцями на турів в голоцені.
Під час інтергляціалів у середньому плейстоцені та на початку пізнього плейстоцену в Європі тур зустрічався поряд з іншими великими видами мегафауни, адаптованими до помірного клімату, а саме: слон прямобивневий лісовий, Stephanorhinus kirchbergensis, Stephanorhinus hemitoechus та великорогий олень.

## Відносини з людьми

### В Азії
В Ашельських шарах в Хунасагі на півдні Деканського плато в Індії виявили кістки тура з порізами. Також кістка тура з порізами, нанесеними кременем, була знайдена в шарі середнього палеоліту серед Нешер Рамла Хомо в Ізраїлі; її було датовано морською ізотопною стадією 5 ~120 000 років тому. Археологічні розкопки в Ізраїлі знайшли сліди свята, яке влаштовувалося натуфійською культурою близько 12 000 років до нашої ери, під час якого з'їли трьох турів. Напевно, це рідкісне явище в культурі та проводилося разом із похованням старшої жінки, імовірно, певного соціального статусу. Петрогліфи із зображенням тура (Наскельні малюнки Гобустана) в Азербайджані відносяться від періоду верхнього палеоліту до неоліту. Кістки та черепи турів, знайдені в поселеннях Мурейбет, Халлан-Чемі та Чайоню-Тепесі, вказують на те, що люди зберігали та ділилися їжею в докерамічній неолітичній культурі В. Рештки тура також були знайдені в некрополі в Сідоні, Ліван, датовані приблизно 3700 роками до нашої ери; тур був похований разом з численними тваринами, кількома людськими кістками та харчовими продуктами.
На печатках, що датуються цивілізацією долини Інду, знайдені в Хараппі та Мохенджо-Даро, зображені тварини з вигнутими рогами, як у тура. Статуетки тура були виготовлені майкопською культурою на Західному Кавказі.
Тур позначається аккадськими словами rīmu і rēmu, що використовувались в контексті полювання такими правителями, як Нарам-Суен, Тукульті-апал-Ешарра I і Шульману-ашаред III; в Месопотамії він символізував силу і сексуальну силу, був епітетом богів Енліль і Шамаш, позначав доблесть як епітет царя Сін-аххе-еріба і героя Гільгамеша. В угаритських текстах диких биків часто згадують як людей, на яких полює бог Ваал і приносять їх в жертву. Тур зображений на вавилонській брамі Іштар, побудованій у VI столітті до н. е..

### В Африці
Петрогліфи із зображенням тура, знайдені в Курті у верхній долині Нілу, були датовані пізнім плейстоценом приблизно 19—15 000 років до нашої ери за допомогою оптичного датування, і є найдавнішими петроглфами, знайденими на сьогодні в Африці. Тур є у сцені полювання на рельєфах гробниці у Фівах, Єгипет, що датується XX століттям до нашої ери, і в похоронному храмі Рамзеса III у Медінет-Абу, що датується приблизно 1175 роком до нашої ери. Останнє є наймолодшим зображенням тура в давньоєгипетському мистецтві на сьогодні.

### В Європі
Були знайдені докази полювання на турів архаїчними людьми середнього палеоліту в Європі, як-от пам'ятка Б'яш-Сен-Вааст на півночі Франції, яка датується приблизно 240 000 років тому, де були знайдені обпалені вогнем кістки турів із порізами, які, як вважають, створили неандертальці. На стоянці верхнього середнього палеоліту Куева-Дес-Куб'єрта в Іспанії неандертальці, як припускають, зберігали черепи турів як мисливські трофеї.
Тур широко представлений на наскельних малюнках верхнього палеоліту в печерах Шове та Ласко на півдні Франції, які датуються відповідно 36 000 та 21 000 роками до нашої ери. Дві палеолітичні петрогліфи в калабрійській печері Роміто зображують тура. Петрогліфи із зображенням тура були також знайдені в Гротта-дель-Дженовесе на італійському острові Леванцо. Верхньопалеолітичні петрогліфи та наскельні малюнки із зображенням тура також були знайдені в печерах на Піренейському півострові, що датуються граветтською до мадленською культурами. Кістки тура зі слідами порізів були знайдені на різних місцях полювання та забою мезоліту у Франції, Люксембурзі, Німеччині, Нідерландах, Англії та Данії. Кістки тура також були знайдені в мезолітичних поселеннях біля річок Нарва та Емайигі в Естонії. Кістки тура та людей були виявлені в ямах і спалених курганах на кількох неолітичних стоянках в Англії. На чаші, знайденій в грецькому городищі Вафіо, зображена сцена полювання, в якій люди намагаються зловити тура. Один з биків кидає одного мисливця на землю, а другого атакує рогами. Ймовірно, чаша датується часами Мікенської цивілізації. Греки та пеонці полювали на турів і використовували їхні величезні роги як трофеї, чаші для вина та жертви богам і героям. Бик, згаданий Самусом, Філіппом Фессалонікським і Антипатром, убитий Філіппом V Македонським біля підніжжя гори Орвілос, насправді був туром; Філіпп запропонував роги довжиною 105 см і шкіру скроні Геракла. Тур описаний у Commentarii de Bello Gallico Юлія Цезаря. Турів іноді відловлювали та виставляли у римських амфітеатрах, таких як Колізей. Роги тура часто використовувалися римлянами як мисливські роги.
У «Повісті Нібелунгів» Зігфрід вбиває чотирьох турів. У Середньовіччі роги тура використовувалися як питні роги; сьогодні збереглося багато питних рогів тура. Голова тура із зіркою між рогами та християнськими іконографічними елементами є офіційним гербом Молдови.
На тура полювали стрілами, сітями та мисливськими собаками, а у живої тварини зрізали волосся на лобі; з цього волосся виготовляли пояси, які, як вважалося, збільшували фертильність жінок. Коли тур був забитий, os cordis витягували з серця; ця кістка начебто сприяла магії та магічній силі, які їй приписували. У Східній Європі тур залишив сліди у таких виразах, як «поводитися як тур» для п'яної людини, яка поводиться погано, і «хлопець як тур» для великих і сильних людей.

## Одомашнення
Найдавніший відомий факт одомашнення турів відноситься до неолітичної революції на Родючому Півмісяці, де худоба, яку утримували неолітичні скотарі, поступово зменшувалася в розмірах в 9800—7500 рр. до нашої ери. Кістки тура, знайдені в Мурейбет і Гебеклі-Тепе, більші за розміри, ніж кістки великої рогатої худоби з пізніших неолітичних поселень на півночі Сирії, таких як Джа'де-ель-Мугара та Тель-Халула. На стоянках пізнього неоліту в північному Іраку та західному Ірані, датованих VI тисячоліттям до нашої ери, рештки великої рогатої худоби також менші, але частіше зустрічаються, що вказує на те, що одомашнена велика рогата худоба була імпортована за часів Халафської культури із центрального регіону Родючого Півмісяця. Результати генетичних досліджень показують, що сучасна велика рогата худоба (Bos taurus) походить від 80 турів, приручених у південно-східній Анатолії та північній Сирії приблизно 10 500 років тому. Вона поширилася на Балканах і в північній Італії вздовж річки Дунай і узбережжя Середземного моря. Гібридизація між биками тура та ранньою домашньою худобою відбувалася в Центральній Європі в 9500—1000 роками до нашої ери. Аналіз послідовностей мітохондріальної ДНК зразків італійських турів, датованих 17—7000 роками тому, і 51 сучасної породи великої рогатої худоби виявив певний ступінь інтрогресії генів тура в південноєвропейську худобу. Кістки великої рогатої худоби різного розміру, знайдені на поселенні епохи енеоліту в районі Кутна Гора, є додатковими доказами гібридизації тура та домашньої худоби в 3000—2800 рр. до нашої ери в Богемському регіоні. Повне секвенування геному кістки тура віком 6750 років, знайденого в Англії, порівняли з даними послідовності геному 81 великої рогатої худоби та даними однонуклеотидного поліморфізму 1225 великої рогатої худоби. Результати показали, що британська та ірландська породи великої рогатої худоби мають деяку генетичну дисперсію зі зразком тура; ранні скотарі в Британії могли бути відповідальними за генетичний дрейф від тура до предків британської та ірландської худоби. Порода великої рогатої худоби мурбоденер також демонструє спорадичну інтрогресію генів самок європейського тура в домашню худобу в Альпах. Домашня велика рогата худоба продовжувала зменшуватися як у розмірі тіла, так і в розмірах рогів аж до середньовіччя.
Порівняльний аналіз однонуклеотидних поліморфізмів і спільних алелів виявив змішування східноазійських турів і інтродукованої домашньої худоби в стародавньому Китаї, наприклад, у Сімао. Це свідчить про гібридизацію місцевих турів з домашньою худобою ще за 4000 років до нашої ери або через спонтанну інтрогресію, або через захоплення різних груп турів для поповнення домашнього стада. Те саме дослідження виявило похідні алелі, спільні для тура та сучасної великої рогатої худоби у Східній Азії, особливо серед тибетських порід. Інтрогресія з місцевими турами могла сприяти швидкій адаптації до нових умов.
Вважається, що індійський тур був одомашнений 10 000—8000 років тому. Скам'янілості тура, знайдені на неолітичній стоянці Мехргарх у Пакистані, датовані приблизно 8000 роками до н. е. і є одними з найдавніших доказів його приручення на Індійському субконтиненті. Самки індійського тура внесли свій внесок у генофонд зебу (Bos indicus) в 5500—4000 рр. до н. е. під час розширення скотарства в північній Індії. Спочатку зебу поширився на схід до Південно-Східної Азії. Гібридизація між зебу та ранньою великою рогатою худобою відбулася на Близькому Сході після 4000 років до н. е., що збіглося з періодом посухи 2200 року до н. е.. Зебу був завезений до Східної Африки приблизно 3500—2500 років тому і досяг Монголії в XIII—XIV століттях.
Третя подія одомашнення, яка, як вважають, відбулася в Західній пустелі Єгипту, не підтверджується результатами генетичного аналізу домішки, інтрогресії та міграції 3196 домашніх тварин, що представляють 180 популяцій. Однак це ж дослідження підтвердило широку гібридизацію між великою рогатою худобою в Африці, яка прибула з Близького Сходу після одомашнення, та місцевими дикими африканськими турами до появи зебу в Африці. Зебу було завезено через Стародавній Єгипет і почало поширюватися Західною Африкою останні 1400 років разом з арабським культурним впливом. Більшість сучасних африканських порід великої рогатої худоби певною мірою гібридизована з великою рогатою худобою породи індицин, причому інтрогресія найбільше знижується в районах Західної Африки, де присутня муха це-це.

## Вимирання

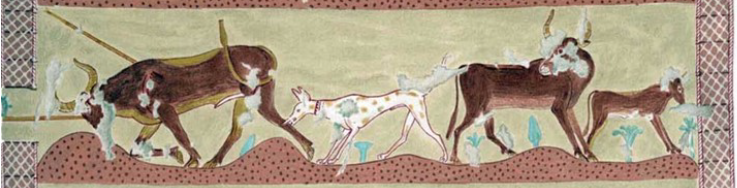
Сцена з гробниці TT60 у Фівах, Єгипет, із зображенням бика, корови та теляти північноафриканського тура, за якими полювали собаки та метання списа

Індійський тур (B. p. namadicus) вимер десь у голоцені, ймовірно, через втрату середовища існування, спричинену розширенням скотарства та схрещуванням із домашніми зебу. Час вимирання тура на Індійському субконтиненті нез'ясований через труднощі з відрізненням останків тура від останків домашньої худоби. Огляд 2021 року показує, що останки з Мехргарха, Пакистан, датовані приблизно 8000 років тому, «можуть бути єдиним датованим і надійно ідентифікованим доказом» голоценового індійського тура. Вимирання, ймовірно, передує історичному періоду через відсутність посилань на тура в індійських текстах.
Огляд 2014 року припустив, що наймолодші останки африканського тура (B. p. mauritanicus) датуються приблизно 4000 рр. до н. е., хоча деякі автори припускають, що вони могли зберегтися принаймні до римського періоду, як вказують останки, знайдені в Буто та Фаюмі в дельті Нілу.
У Китаї тури зберігалися принаймні до 1600 рр. до н. е..
Тур (B. p. primigenius) був присутній у південній Швеції під час кліматичного оптимуму голоцену принаймні до 5800 рр. до н. е.. У Данії перше відоме локальне вимирання тура відбулося після підвищення рівня моря на новоутворених данських островах приблизно 6000—5500 рр. до н. е., а останні документально підтверджені тури жили в південній Ютландії близько 1000 років до н. е.. Останній відомий викопний тур у Великій Британії датується 1245 роками до н.е., і він, ймовірно, вимер 3000 років тому.
Почалося надмірне полювання, яке тривало до тих пір, поки тури майже не вимерли. Поступове зникнення турів у Центральній Європі відбувалося одночасно з суцільною вирубкою великих лісових масивів в IX—XII століттях.
До XIII століття тури існували лише в невеликих популяціях у Східній Європі, і полювання на них стало привілеєм знаті, а пізніше королівської сім'ї. Популяція в Угорщині зменшувалося принаймні з IX століття і вимерло в XIII столітті.
Знахідки закам'янілостей вказують на те, що дикі тури могли вижити в північно-західній Трансільванії до XIV—XVI століття, у західній Молдавії, ймовірно, до початку XVII століття.
Останнє відоме стадо турів жило в болотистому лісі в польському Якторувському лісі. Воно зменшилося з приблизно 50 особин у середині XVI століття до чотирьох особин до 1601 року. Остання турова корова померла в 1627 році від природних причин.
У дослідженні 2021 року стверджувалося, що тури, ймовірно, вижили в північно-східній Болгарії принаймні до XVII століття. Рогове ядро, викопане у 2020 році в Софії, ідентифіковано як таке, що походить від тура; археологічний шар, у якому його було знайдено, датований другою половиною XVII або першою половиною XVIII століття, що свідчить про те, що тур міг зберегтися в Болгарії до цього часу.

## Розведення туроподібної худоби
На початку 1920-х років Гайнц Гек розпочав програму селекційного розведення в зоопарку Геллабрунн, намагаючись відновити турів, використовуючи кілька порід великої рогатої худоби; порода називається гек. Стада цієї великої рогатої худоби були випущені на Оствардерсплассе, польдер у Нідерландах в 1980-х рр. як замінники турів для вільного випасу з метою відновлення доісторичних ландшафтів. Велика кількість із них померла від голоду під час холодних зим 2005 та 2010 років, а проєкт завершився у 2018 році.
Починаючи з 1996 року велику рогату худобу породи Гек схрещували з південноєвропейськими породами великої рогатої худоби, такими як саягеса, кіаніна та меншою мірою іспанські бійцівські бики, в надії створити тварину, більш схожу на тура. Отримана порода має назву велика рогата худоба таурус. Іншими проєктами з відродження є програма Таурос і проєкт Уруз. Однак підходи, спрямовані на розведення туроподібного фенотипу, не прирівнюються до туроподібного генотипу.